# Prémios Marcel Bezençon
Os Prémios Marcel Bezençon (em inglês:  Marcel Bezençon Awards) são uma premiação anual da União Europeia de Radiodifusão (UER), atribuída, anualmente, em reconhecimento à melhor canção ou intérprete finalista do Festival Eurovisão da Canção.
Apesar de serem sancionados pela União Europeia de Radiodifusão, os prémios não são atribuídos durante a final do Festival Eurovisão da Canção, mas à margem deste, durante a tarde. Até 2009, eram atribuídos durante a afterparty do certame.

## História

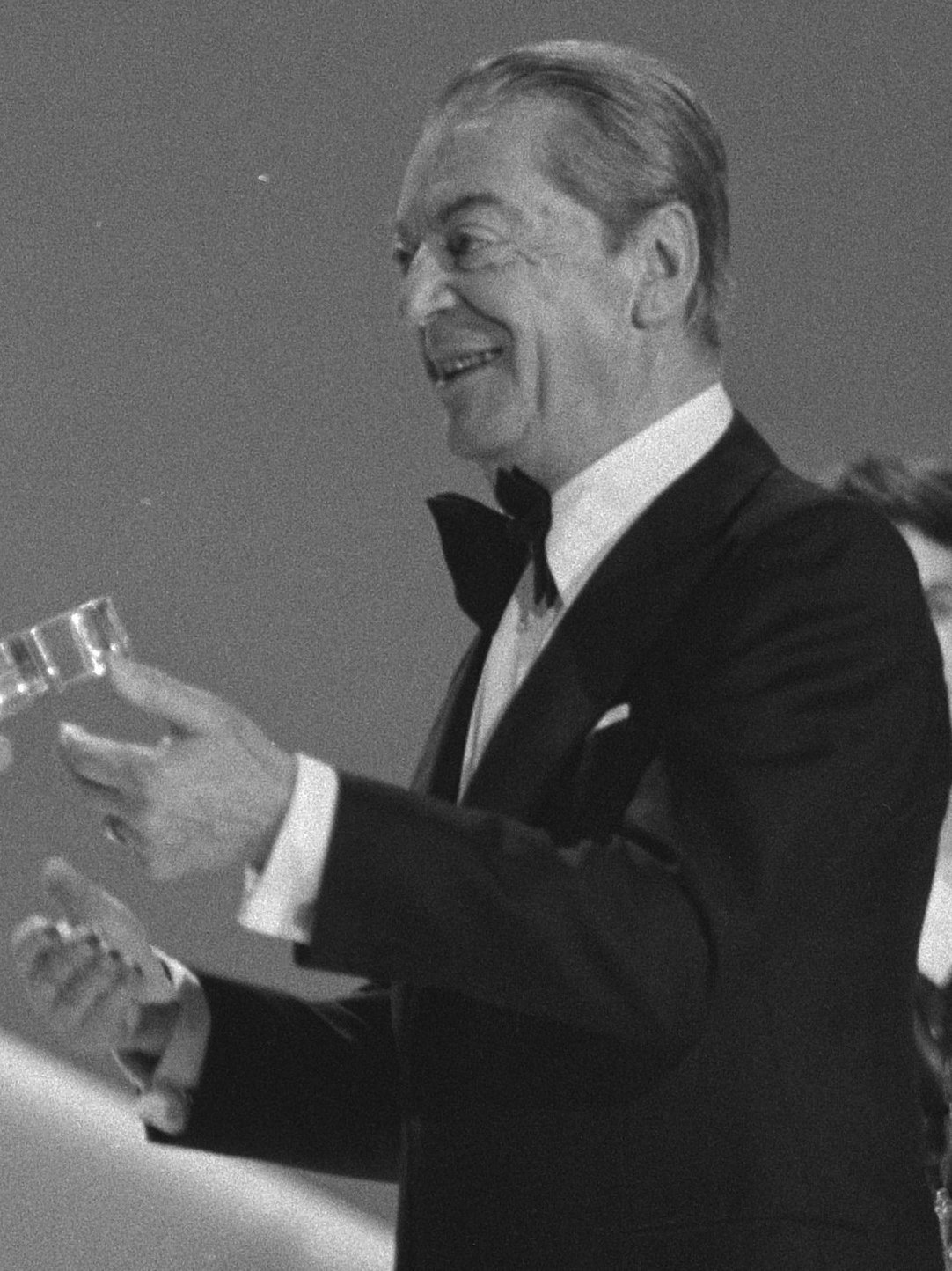
Marcel Bezençon, primeiro presidente da União Europeia de Radiodifusão e criador da Eurovisão.

Os galardões foram criados pelos cantores suecos Christer Björkman (participante do Festival Eurovisão da Canção de 1992 e o atual chefe da delegação sueca) e Richard Herrey (integrante da banda Herreys, que foi a vencedora do Festival Eurovisão da Canção de 1984), em honra de Marcel Bezençon, empresário e jornalista suíço responsável por conceptualizar o Festival Eurovisão da Canção.
A primeira cerimónia foi realizada durante o Festival Eurovisão da Canção 2002 em Tallinn, na Estónia. Entre 2002 e 2009, o Prémio Artístico era votado pelos vencedores das edições anteriores do festival; em 2010, o passou a ser concedido pelos comentadores das estações televisivas.
Entre 2002 e 2003, o Prémio dos Fãs foi concedido pelos membros da Organização Geral dos Amantes da Eurovisão (OGAE), e a partir de 2004, foi substituído pelo Prémio de Melhor Composição. Em 2008, foi introduzido o Prémio Poplight dos Fãs, que era atribuído ao melhor intérprete revelação (com até vinte e cinco anos de idade), através da votação eletrónica no sítio sueco poplight.se.
O festival da canção sueca Melodifestivalen etambém apresenta os prémios durante a competição.

## Categorias
Os prémios estão divididos em três categorias:
- Prémio dos Média - atribuído a melhor canção votada pela imprensa e pelos meios de comunicação creditados durante o evento.
- Prémio Artístico - atribuído ao melhor intérprete votado pelos comentadores.
- Prémio de Melhor Composição - atribuído por um júri constituído pelos compositores participantes, que votam na melhor e mais original composição do ano.

### Categorias anteriores
- Prémio dos Fãs - atribuído pela Organização Geral dos Amantes da Eurovisão (OGAE), foi substituído pelo Prémio de Melhor Composição, em 2004.
- Prémio Poplight dos Fãs - atribuído ao melhor intérprete revelação (com até vinte e cinco anos de idade).

## Vencedores

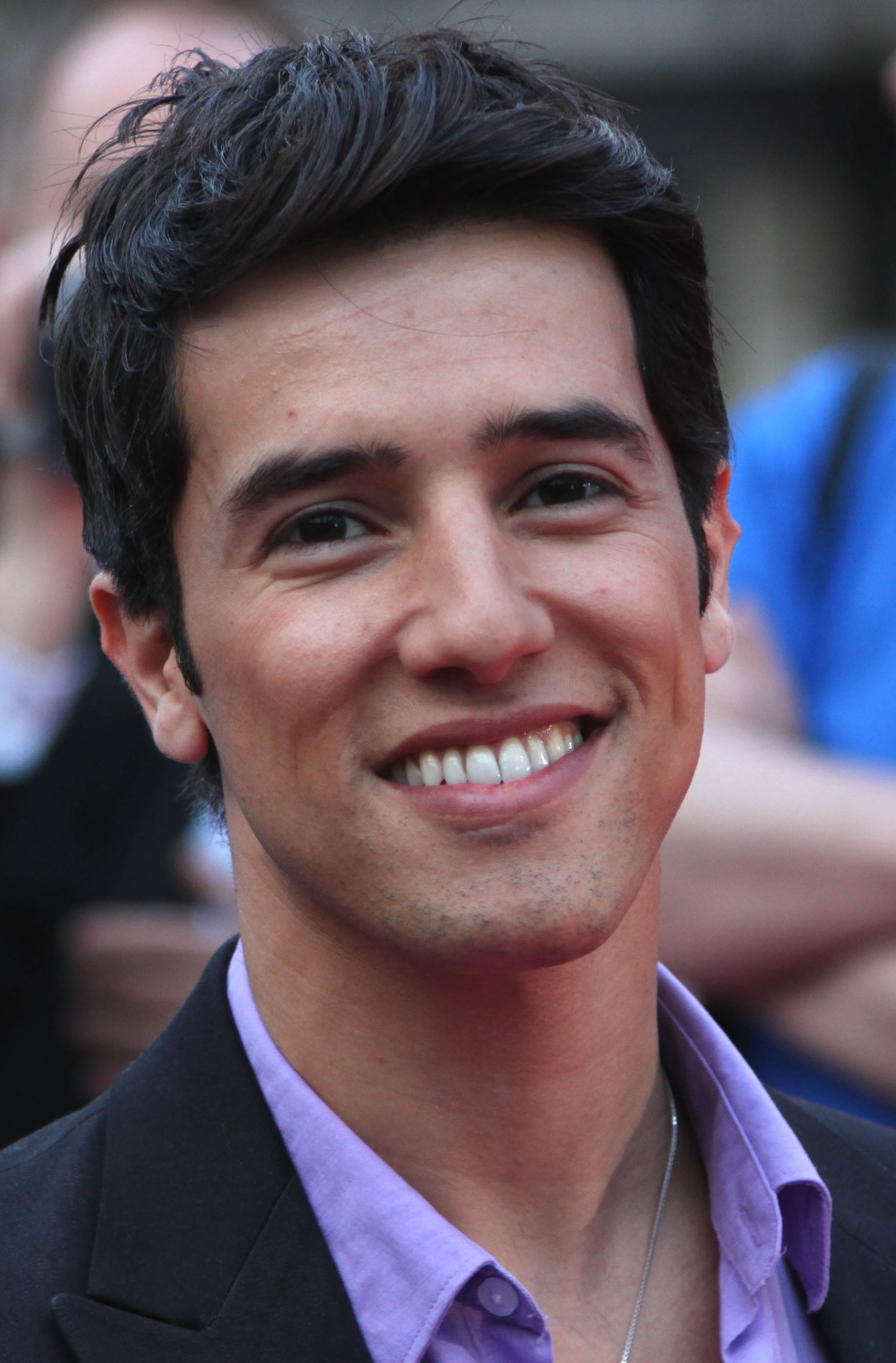
Harel Skaat, representante de Israel no Festival Eurovisão da Canção 2010, foi o único a ganhar todas as categorias no mesmo ano.

### Prémio dos Média
| Ano  | País                | Canção                                                               | Artista           | Final | Pontos | Refs.         |
| ---- | ------------------- | -------------------------------------------------------------------- | ----------------- | ----- | ------ | ------------- |
| 2002 | França              | "Il Faut Du Temps" É Preciso Tempo                                   | Sandrine François | 5º    | 104    | [ 7 ]         |
| 2003 | Turquia             | "Everyway That I Can" De todas as maneiras que eu possa              | Sertab Erener     | 1º    | 167    | [ 7 ]         |
| 2004 | Sérvia e Montenegro | "Lane Moje" (Лане моје) Minha querida                                | Željko Joksimović | 2º    | 263    | [ 7 ]         |
| 2005 | Malta               | "Angel" Anjo                                                         | Chiara            | 2º    | 192    | [ 7 ]         |
| 2006 | Finlândia           | "Hard Rock Hallelujah" Aleluia Hard Rock                             | Lordi             | 1º    | 292    | [ 7 ]         |
| 2007 | Ucrânia             | "Dancing Lasha Tumbai" (Dancing Лаша Тумбай) Dançando o lasha tumbai | Verka Serduchka   | 2º    | 235    | [ 7 ]         |
| 2008 | Portugal            | "Senhora do Mar (Negras Águas)"                                      | Vânia Fernandes   | 13º   | 69     | [ 7 ]         |
| 2009 | Noruega             | "Fairytale" Conto de Fadas                                           | Alexander Rybak   | 1º    | 387    | [ 9 ]         |
| 2010 | Israel              | "Milim" (מילים) Palavras                                             | Harel Skaat       | 14º   | 71     | [ 4 ]         |
| 2011 | Finlândia           | "Da Da Dam"                                                          | Paradise Oskar    | 21º   | 57     | [ 10 ]        |
| 2012 | Azerbaijão          | "When The Music Dies" Quando A Música Morre                          | Sabina Babayeva   | 4º    | 150    | [ 11 ]        |
| 2013 | Geórgia             | "Waterfall" Queda de água                                            | Nodi e Sopho      | 15º   | 50     | [ 12 ]        |
| 2014 | Áustria             | "Rise Like a Phoenix" Erguer como uma Fénix                          | Conchita Wurst    | 1º    | 290    | [ 13 ]        |
| 2015 | Itália              | "Grande Amore" Grande amor                                           | Il Volo           | 3º    | 292    | [ 14 ] [ 15 ] |
| 2016 | Rússia              | "You Are the Only One" Tu és a única                                 | Sergey Lazarev    | 3º    | 491    | [ 16 ]        |
| 2017 | Itália              | "Occidentali's Karma" Karma dos ocidentais                           | Francesco Gabbani | 6º    | 334    | [ 17 ]        |
| 2018 | França              | "Mercy"                                                              | Madame Monsieur   | 13º   | 173    | [ 18 ]        |
| 2019 | Países Baixos       | "Arcade" Arcada                                                      | Duncan Laurence   | 1º    | 498    | [ 19 ]        |
| 2021 | França              | "Voilà"                                                              | Barbara Pravi     | 2º    | 499    | [ 20 ]        |
| 2022 | Reino Unido         | "Space Man" Homem do espaço                                          | Sam Ryder         | 2º    | 466    | [ 21 ]        |
| 2023 | Suécia              | "Tattoo" Tatuagem                                                    | Loreen            | 1º    | 583    | [ 22 ] [ 23 ] |
| 2024 | Croácia             | "Rim Tim Tagi Dim"                                                   | Baby Lasagna      | 2º    | 547    | [ 24 ] [ 25 ] |
| 2025 | França              | "Maman" Mamã                                                         | Louane            |       |        | [ 26 ]        |

### Prémio Artístico

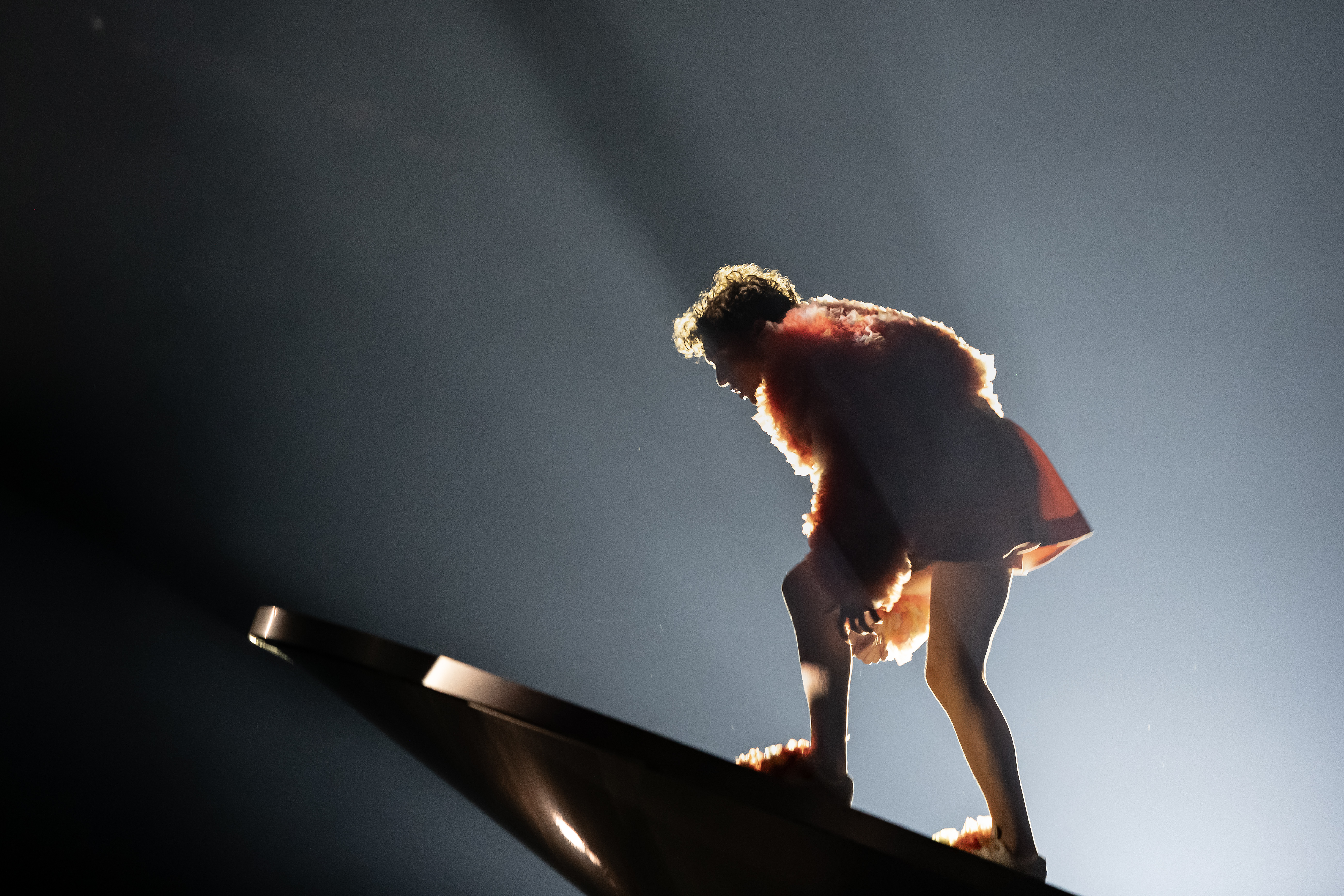
Nemo a interpretar a canção "The Code", vencedora do Prémio Artístico 2024.

| Ano  | País          | Canção             | Artista                                              | Direção artística                              | Final | Pontos | Refs.         |
| ---- | ------------- | ------------------ | ---------------------------------------------------- | ---------------------------------------------- | ----- | ------ | ------------- |
| 2002 | Suécia        | Afro-dite          | "Never Let It Go" Nunca deixes ir                    |                                                | 8º    | 72     | [ 7 ]         |
| 2003 | Países Baixos | Esther Hart        | "One More Night" Mais uma noite                      |                                                | 13º   | 45     | [ 7 ]         |
| 2004 | Ucrânia       | Ruslana            | "Wild Dances" Danças selvagens                       |                                                | 1º    | 280    | [ 7 ]         |
| 2005 | Grécia        | Helena Paparizou   | "My Number One" O meu número um                      | Fokas Evangelinos                              | 1º    | 230    | [ 27 ]        |
| 2006 | Suécia        | Carola             | "Invincible" Invencível                              |                                                | 5º    | 170    | [ 7 ]         |
| 2007 | Sérvia        | Marija Šerifović   | "Molitva" (Молитва) Oração/Destino                   | Gorčin Stojanović                              | 1º    | 268    | [ 28 ]        |
| 2008 | Ucrânia       | Ani Lorak          | "Shady Lady" Dama Sombría                            | Fokas Evangelinos                              | 2º    | 230    | [ 29 ]        |
| 2009 | França        | Patricia Kaas      | "Et s'il fallait le faire" E Se Tivesse De Ser Feito |                                                | 8º    | 107    | [ 9 ]         |
| 2010 | Israel        | Harel Skaat        | "Milim" (מילים) Palavras                             | Doron Medalie                                  | 14º   | 71     | [ 4 ]         |
| 2011 | Irlanda       | Jedward            | "Lipstick" Batom                                     | Brian Friedman                                 | 8º    | 119    | [ 10 ]        |
| 2012 | Suécia        | Loreen             | "Euphoria" Euforia                                   | Ambra Succi                                    | 1º    | 372    | [ 11 ]        |
| 2013 | Azerbaijão    | Farid Mammadov     | "Hold Me" Segura-me                                  | Fokas Evangelinos                              | 2º    | 234    | [ 12 ]        |
| 2014 | Países Baixos | The Common Linnets | "Calm After the Storm" Calma após a tempestade       | Hans Pannecoucke                               | 2º    | 238    | [ 13 ]        |
| 2015 | Suécia        | Måns Zelmerlöw     | "Heroes" Heróis                                      | Fredrik Rydman                                 | 1º    | 365    | [ 14 ] [ 15 ] |
| 2016 | Ucrânia       | Jamala             | "1944"                                               | Kostiantyn Tomilchenko e Oleksandr Bratkovskyi | 1º    | 534    | [ 16 ]        |
| 2017 | Portugal      | Salvador Sobral    | "Amar pelos Dois"                                    | Luísa Sobral                                   | 1º    | 758    | [ 30 ]        |
| 2018 | Chipre        | Eleni Foureira     | "Fuego" Fogo                                         | Sacha Jean-Baptiste                            | 2º    | 436    | [ 18 ]        |
| 2019 | Austrália     | Kate Miller-Heidke | "Zero Gravity" Gravidade Zero                        | Philip Gleeson                                 | 9º    | 284    | [ 19 ]        |
| 2021 | França        | Barbara Pravi      | "Voilà"                                              | Marika Prochet                                 | 2º    | 499    | [ 20 ]        |
| 2022 | Sérvia        | Konstrakta         | "In Corpore Sano" Em corpo são                       | Jasmin Cvišić e Miodrag Kolarić                | 5º    | 312    | [ 21 ]        |
| 2023 | Suécia        | Loreen             | "Tattoo" Tatuagem                                    | Anders Wistbacka                               | 1º    | 583    | [ 22 ] [ 23 ] |
| 2024 | Suíça         | Nemo               | "The Code" O código                                  | Fredrik Rydman                                 | 1º    | 591    | [ 24 ] [ 25 ] |
| 2025 | França        | Louane             | "Maman" Mamã                                         |                                                |       |        | [ 26 ]        |

### Prémio de Melhor Composição

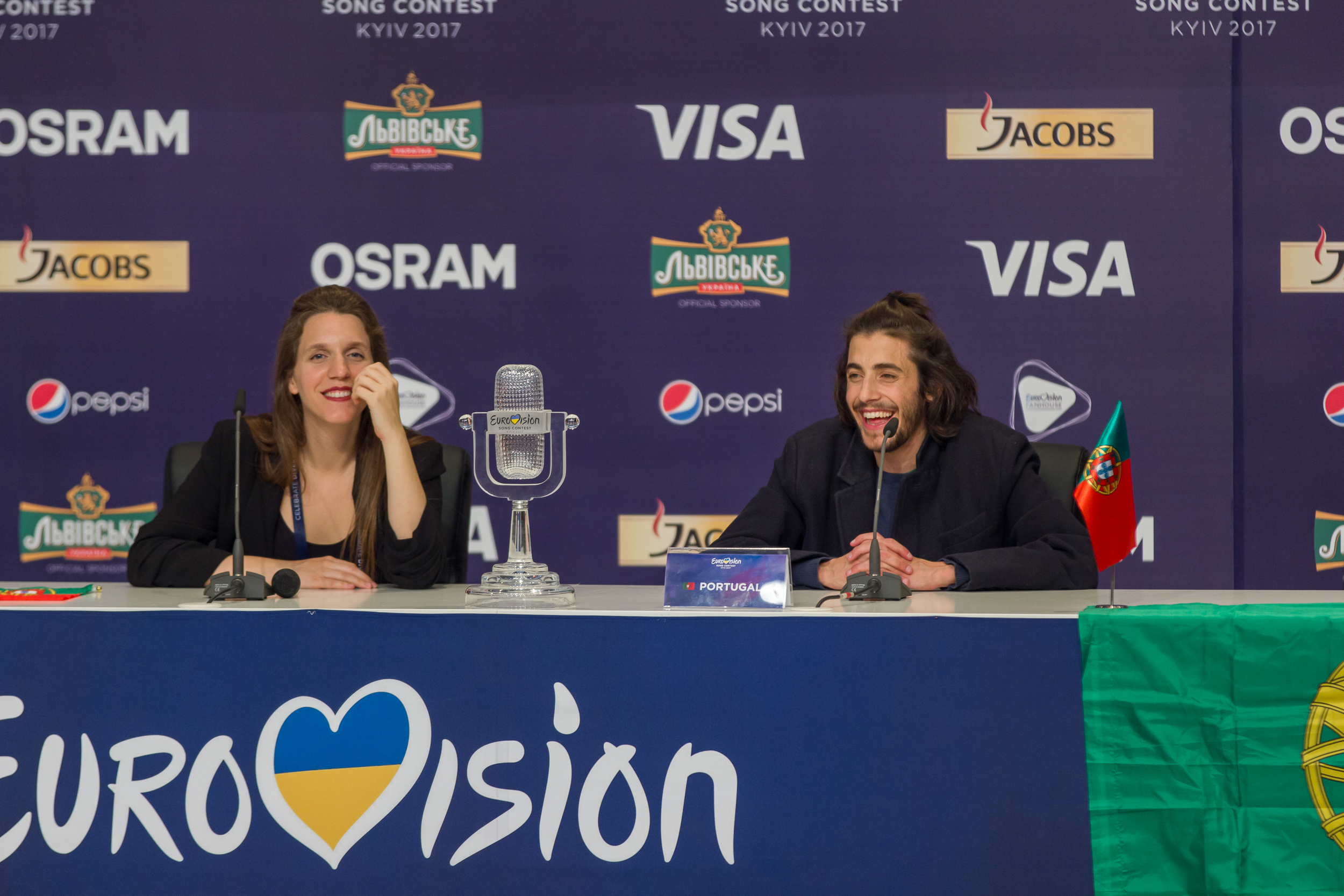
Salvador e Luísa Sobral, vencedores do Prémio de Melhor Composição 2017.

| Ano  | País                 | Canção                                            | Compositor(es)                                                                        | Intérprete                | Final | Pontos | Refs.         |
| ---- | -------------------- | ------------------------------------------------- | ------------------------------------------------------------------------------------- | ------------------------- | ----- | ------ | ------------- |
| 2004 | Chipre               | "Stronger Every Minute" Mais forte a cada minuto  | Mike Konnaris                                                                         | Lisa Andreas              | 5º    | 170    | [ 7 ]         |
| 2005 | Sérvia e Montenegro  | "Zauvijek moja" (Заувијек моја) Para sempre minha | Slaven Knezović (m) e Milan Perić (l)                                                 | No Name                   | 7º    | 137    | [ 7 ]         |
| 2006 | Bósnia e Herzegovina | "Lejla"                                           | Željko Joksimović (m), Fahrudin Pecikoza (l) e Dejan Ivanović (l)                     | Hari Mata Hari            | 3º    | 229    | [ 7 ]         |
| 2007 | Hungria              | "Unsubstantial Blues" Blues sem substância        | Magdi Rúzsa (m) e Imre Mózsik (l)                                                     | Magdi Rúzsa               | 9º    | 128    | [ 7 ]         |
| 2008 | Roménia              | "Pe-o margine de lume" No Fim do Mundo            | Andrei Tudor (m), Andreea Andrei (l) e Adina Şuteu (l)                                | Nico & Vlad               | 20º   | 45     | [ 7 ]         |
| 2009 | Bósnia e Herzegovina | "Bistra voda" Água Cristalina                     | Aleksandar Čović                                                                      | Regina                    | 9º    | 106    | [ 9 ]         |
| 2010 | Israel               | "Milim" (מילים) Palavras                          | Tomer Hadadi (m) e Noam Horev (l)                                                     | Harel Skaat               | 14º   | 71     | [ 4 ]         |
| 2011 | França               | "Sognu" Sonho                                     | Daniel Moyne (m), Quentin Bachelet (m) e Jean-Pierre Marcellesi (l), Julie Miller (l) | Amaury Vassili            | 15º   | 82     | [ 10 ]        |
| 2012 | Suécia               | "Euphoria" Euforia                                | Thomas G:son e Peter Boström                                                          | Loreen                    | 1º    | 372    | [ 11 ]        |
| 2013 | Suécia               | "You" Tu                                          | Robin Stjernberg, Linnea Deb, Joy Deb e Joakim Harestad Haukaas                       | Robin Stjernberg          | 14º   | 62     | [ 12 ]        |
| 2014 | Países Baixos        | "Calm After the Storm" Calma após a tempestade    | Ilse DeLange, JB Meijers, Rob Crosby, Matthew Crosby e Jake Etheridge                 | The Common Linnets        | 2º    | 238    | [ 13 ]        |
| 2015 | Noruega              | "A Monster Like Me" Um monstro como eu            | Kjetil Mørland                                                                        | Mørland e Debrah Scarlett | 8º    | 102    | [ 14 ] [ 15 ] |
| 2016 | Austrália            | "Sound of Silence" Som do silêncio                | Anthony Egizii e David Musumeci                                                       | Dami Im                   | 2º    | 511    | [ 16 ]        |
| 2017 | Portugal             | "Amar pelos Dois"                                 | Luísa Sobral                                                                          | Salvador Sobral           | 1º    | 758    | [ 30 ]        |
| 2018 | Bulgária             | "Bones" Ossos                                     | Borislav Milanov, Trey Campbell, Joacim Persson e Dag Lundberg                        | Equinox                   | 14º   | 166    | [ 18 ]        |
| 2019 | Itália               | "Soldi" Dinheiro                                  | Charlie Charles, Dario "Dardust" Faini e Alessandro Mahmoud (m & l)                   | Mahmood                   | 2º    | 465    | [ 19 ]        |
| 2021 | Suíça                | "Tout l'Univers" Todo o Universo                  | Gjon Muharremaj, Xavier Michel, Wouter Hardy e Nina Sampermans                        | Gjon's Tears              | 3º    | 432    | [ 20 ]        |
| 2022 | Suécia               | "Hold Me Closer" Segure-me mais perto             | Cornelia Jakobsdotter, David Zandén e Isa Molin                                       | Cornelia Jakobs           | 4º    | 438    | [ 21 ]        |
| 2023 | Itália               | "Due Vite" Duas vidas                             | Davide Simonetta (m & l), Marco Mengoni (l) e Davide Petrella (l)                     | Marco Mengoni             | 4º    | 350    | [ 22 ] [ 23 ] |
| 2024 | Suíça                | "The Code" O código                               | Benjamin Alasu, Lasse Midtsian Nymann, Linda Dale, Nemo Mettler                       | Nemo                      | 1º    | 591    | [ 24 ] [ 25 ] |
| 2025 | Suíça                | "Voyage" Viagem                                   | Emily Middlemas, Tom Oehler, Zoë Anina Kressler                                       | Zoë Më                    |       |        | [ 26 ]        |

## Antigas categorias

### Prémio dos Fãs

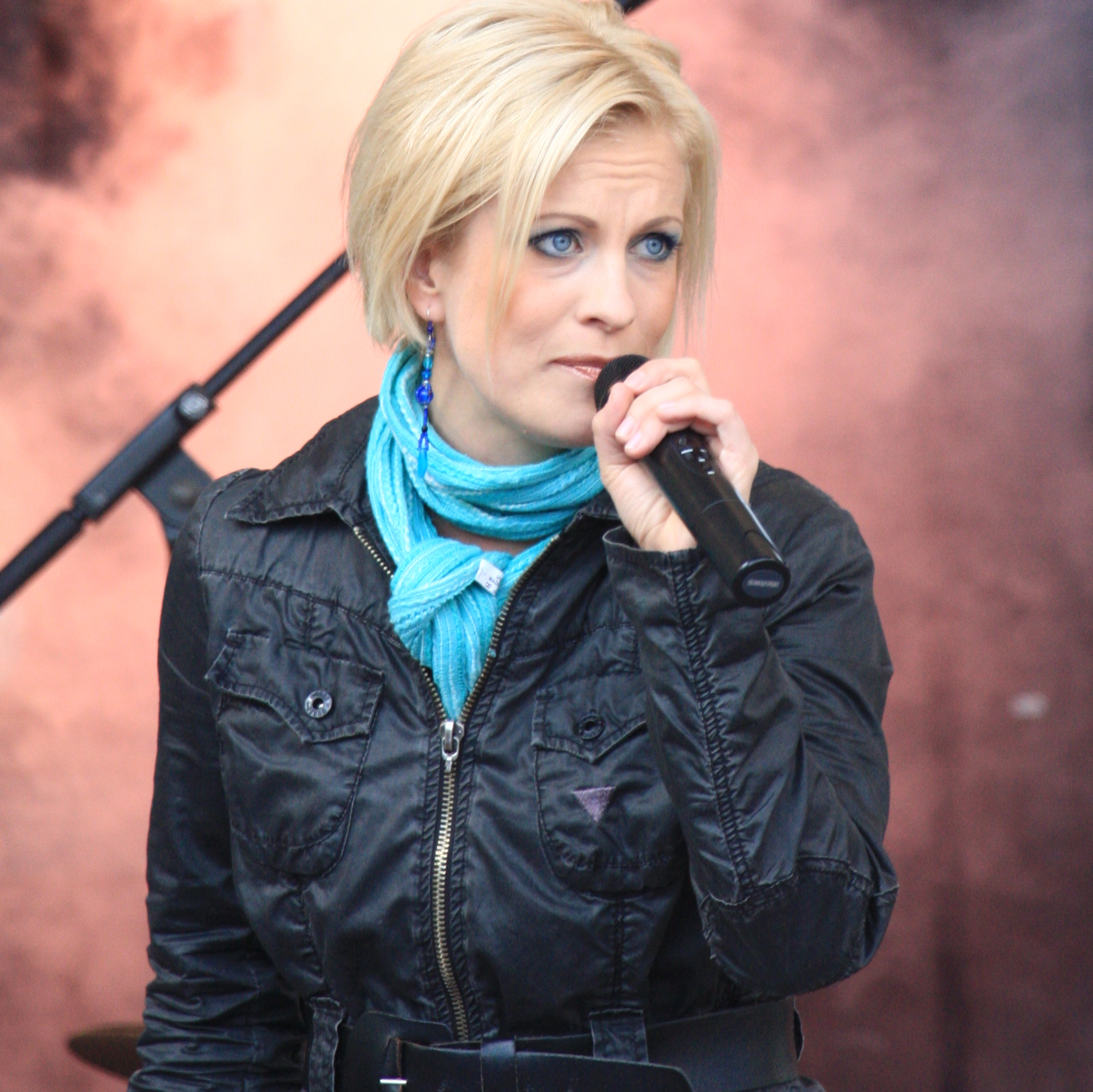
Laura Voutilainen, vencedora do primeiro Prémio dos Fãs, em 2002.

| Ano  | País      | Canção            | Artista                         | Final | Pontos | Refs. |
| ---- | --------- | ----------------- | ------------------------------- | ----- | ------ | ----- |
| 2002 | Finlândia | Laura Voutilainen | "Addicted To You" Viciada em ti | 20º   | 24     | [ 7 ] |
| 2003 | Espanha   | Beth              | "Dime" Diz-me                   | 8º    | 81     | [ 7 ] |

### Prémio Poplight dos Fãs
| Ano  | País    | Canção  | Artista                                     | Final | Pontos | Refs. |
| ---- | ------- | ------- | ------------------------------------------- | ----- | ------ | ----- |
| 2008 | Arménia | Sirusho | "Qélé, Qélé" (Քելե Քելե) Vamos lá, Vamos lá | 4º    | 199    | [ 7 ] |

## Vencedores por país
| # | País                 | Média | Imprensa | Melhor composição | Fãs |
| - | -------------------- | ----- | -------- | ----------------- | --- |
| 9 | Suécia               | 1     | 5        | 3                 | -   |
| 6 | França               | 3     | 2        | 1                 | -   |
| 4 | Países Baixos        | 1     | 2        | 1                 | -   |
| 4 | Ucrânia              | 1     | 3        | -                 | -   |
| 4 | Itália               | 2     | -        | 2                 | -   |
| 3 | Suíça                | -     | 1        | 2                 | -   |
| 3 | Portugal             | 1     | 1        | 1                 | -   |
| 3 | Finlândia            | 2     | -        | -                 | 1   |
| 3 | Israel               | 1     | 1        | 1                 | -   |
| 2 | Austrália            | -     | 1        | 1                 | -   |
| 2 | Chipre               | -     | 1        | 1                 | -   |
| 2 | Noruega              | 1     | -        | 1                 | -   |
| 2 | Azerbaijão           | 1     | 1        | -                 | -   |
| 2 | Bósnia e Herzegovina | -     | -        | 2                 | -   |
| 2 | Sérvia e Montenegro  | 1     | -        | 1                 | -   |
| 1 | Croácia              | 1     | -        | -                 | -   |
| 1 | Bulgária             | -     | -        | 1                 | -   |
| 1 | Rússia               | 1     | -        | -                 | -   |
| 1 | Áustria              | 1     | -        | -                 | -   |
| 1 | Geórgia              | 1     | -        | -                 | -   |
| 1 | Irlanda              | -     | 1        | -                 | -   |
| 1 | Roménia              | -     | -        | 1                 | -   |
| 1 | Arménia              | -     | -        | -                 | 1   |
| 1 | Hungria              | -     | -        | 1                 | -   |
| 1 | Malta                | 1     | -        | -                 | -   |
| 1 | Turquia              | 1     | -        | -                 | -   |
| 1 | Grécia               | -     | 1        | -                 | -   |
| 1 | Espanha              | -     | -        | -                 | 1   |
| 1 | Reino Unido          | 1     | -        | -                 | -   |